# Palazzina Rocco

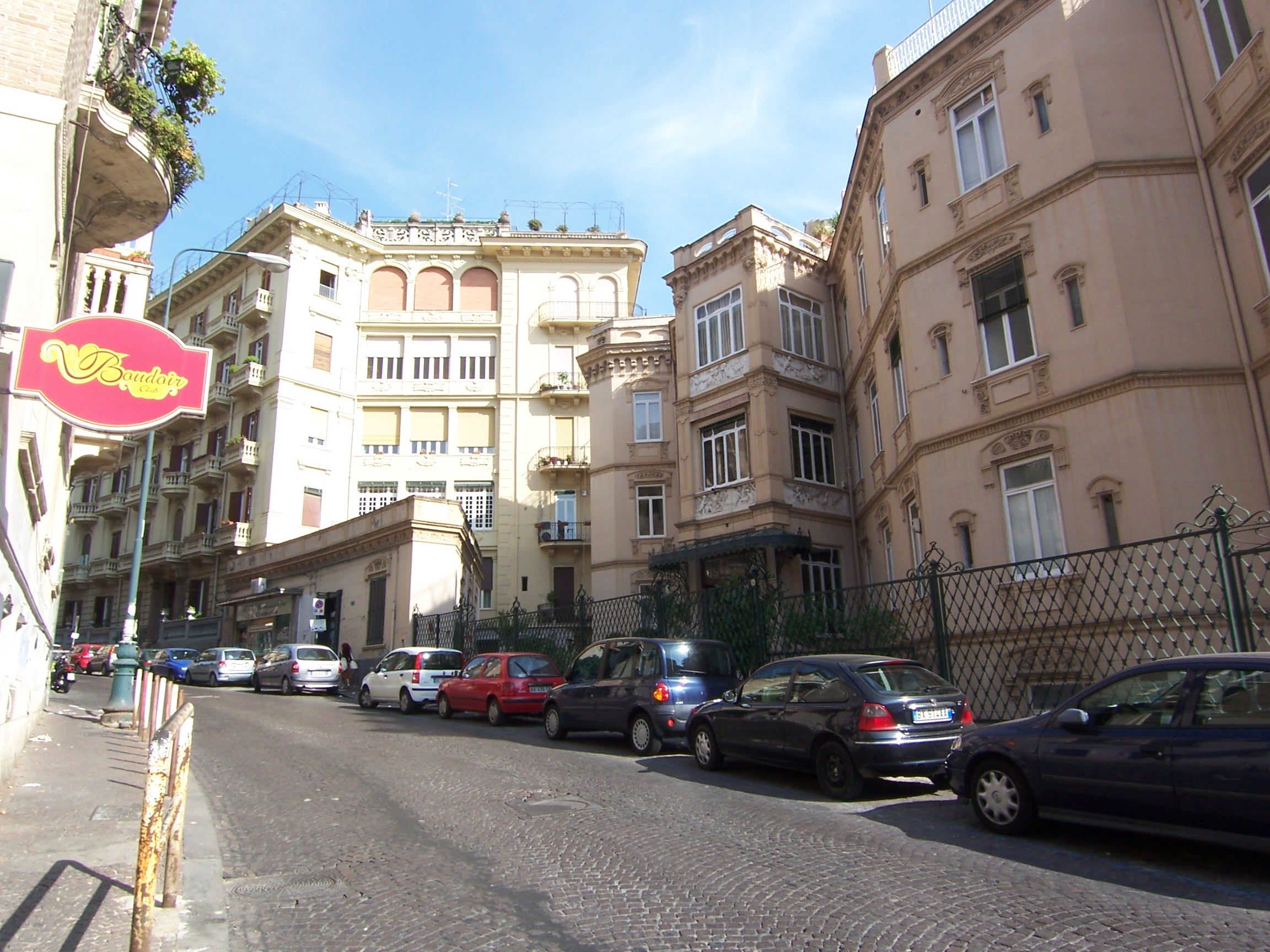
Palazzina Rocco in Neapel

Die Palazzina Rocco ist ein Jugendstilpalast aus den 1900er-Jahren im Viertel Chiaia in Neapel in der italienischen Region Kampanien. Er liegt in der Via del Parco Margherita, 14.

## Geschichte und Beschreibung
Der Palast wurde 1909 unter der Leitung des Bauingenieurs Emmanuele Rocco errichtet, der auch die Galleria Umberto I plante und errichtete.
Der Bau wurde nach einem Originalentwurf erstellt, der sich von den anderen Jugendstilgebäuden der Stadt unterschied: Die anderen einschlägigen Gebäude sind alle Quader mit einer bemerkenswerten Fülle an Dekorationen, während die Palazzina Rocco aus einem Baukörper mit unregelmäßigem Grundriss besteht, der ein Spiel aus Volumina und Hohlräumen entstehen lässt, das die Fassade belebt.
Der Palast ist durch einen bescheidenen Gebrauch von Verzierungen gekennzeichnet, die sich vorwiegend in den Flachreliefs im ersten Obergeschoss zeigen.